# Uden
Uden es un municipio y una población en la provincia de Brabante Septentrional, en los Países Bajos. El 30 de abril de 2017 tenía una población de 41.496 habitantes en un área de 67,53 km², de los que 0,48 km² ocupados por el agua, con una densidad de 619 habitantes por km².
El primer registro de la población es de 1190, donde se le menciona como "Uthen". Sin embargo, se han encontrado rastros de asentamientos humanos que datan de la prehistoria. Uden tuvo un papel importante en las Primera y Segunda Guerras Mundiales. En la Primera, fue un refugio seguro para los belgas que llegaron a los Países Bajos en 1918. En la Segunda, la localización de Uden en la "Autopista del Infierno" fue clave para los alemanes en la Operación Market Garden.